# 富尔顿地对空回收系统

工作原理

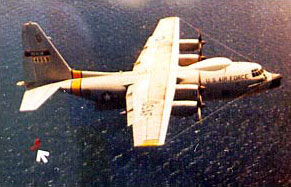
使用中的富尔顿系统

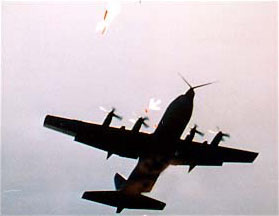
仰视使用中的富尔顿系统

富尔顿地對空回收系统（英文：Fulton surface-to-air recovery system，縮寫：STARS）是由美国中央情报局、美国空军和美国海军所采用的一套利用单架MC-130E Combat Talon I回收地面人员的系统，昵称“天钩”（Skyhook）。该系统涉及到使用整体型降落伞背带和一个带有附加升力线的可自动膨胀式氢气球。MC-130E利用机头上的V-形架将降落伞背带啮合并用卷轴卷起。在白天，利用升力线上的红旗引导飞机回收，夜间则利用升力线上的灯光。恢复工具包被设计为回收一至两人。
该系统是由小罗伯特·爱迪生·富尔顿于1950年代初为中央情报局开发的。该系统是从一个美国与英国军队在二战期间使用过的类似系统演化而来。早期的系统未使用气球，而是需要被营救人员在地面立起两根中间有绳索的高杆子。再由一架飞机，通常是C-47“空中列车”，拖着一根套索低空飞过，将地面人员钩走。

## 天钩系统
1950年，实验在美国中央情报局和空军的主导下开始。富尔顿利用一个气象气球、尼龙线和10－15磅的负载做了许多次实验，最后探索出了一套可靠的回收流程。
富尔顿让自己的儿子将整个试验过程拍摄下来，然后带着照片找到了海军上将路易斯·弗洛雷斯，并让他相信该方案可以很好的解决地面人员的紧急回收问题。富尔顿被弗洛雷斯上将介绍给了海军研究办公室，并最终拿下了ONR空中計畫部的開發合約。
在接下来的几年中，富尔顿在位于美国加利福尼亚州的埃尔森特罗进行了更为精密的实验。他在沙漠中使用美海军的P2V“海王星”进行了大量回收实验。他逐渐增加被回收物体的重量，直到尼龙线断裂。最后他们采用了一种测试强度为4000磅（1800公斤）的编织尼龙线。另一个重大难题是如何确保尼龙线与飞机牢固连接的装置，也被称为“天锚”，富尔顿最终解决了这个问题。
1958年，富尔顿空中回收系统，或称为“天钩”，最终成型。系统的地面部分包括一个便于空投的背包，其中有回收用的必要设备：背带，连接背带的一条500英尺（150米）长的高强度尼龙编织线，一个便携式氦气充气瓶，还有一个飞船形状的气球，在气球飘起后会将绳索拉直，便于飞机勾住目标。该系统的空中部分，飞机机头会安装一个30英尺长、70度角分布的V-形架，回收时飞机向浮空的绳索直飞过去，绳索上425英尺（约130米）的地方会有一个用作标记的发亮胶带。当机头上的V-形架捕捉到绳索时，气球会被释放，而一个弹簧触发装置（天锚）会保证绳索与飞机的连接。在绳索在机身下被拉成直线后，机组人员就用J型钩将其勾住并放在绞盘上，将被回收的人或物品拉上飞机。
富尔顿第一次使用了一个假人来进行实验。随后，他使用了一头猪（猪有着接近人类的神经系统）。猪在被回收的途中，其飞行速度达到了125英里/小时（200公里/小时），如此剧烈的气流吹得它飞速旋转。过程中猪没有受伤，但最后登上飞机时显得晕头转向。恢复后，暴躁的猪开始攻击飞行人员。
在整个实验中，猪所经历的加速度为7G。

## 首次人类实验
人类首次使用富尔顿地对空回收系统是在1958年8月12日，美海军陆战队上士列维·W·伍兹被P2V“海王星”回收。整个过程花了大约六分钟。

## 冷足行动
首次使用富尔顿地对空回收系统的行动是“冷足行动”，行动目的是窃取苏联部署北冰洋上的无人气象装置中的气象信息，特工被空投至指定地区，任务完成后利用富尔顿系统返回。

## 现代文化
富尔顿的地對空回收系统在以下游戏或影视作品中出现过：
- 在游戏《潛龍諜影3：食蛇者》中。

- 在PSP游戏《潛龍諜影：和平先驅》中也有此系统出现。不过在游戏中，进行回收的是一架直升机，而不是MC-130E。

- 游戏《潛龍諜影V 幻痛》中也有出现。不過是改用小型氣球將人或物品拉到高空再用直升機釣走。應該說整個遊戲都在玩這個。

- 在PC游戏中，大卫·琼斯在第三关结束时，利用该系统被C-130回收。

- 在电影《黑暗騎士》中，蝙蝠侠在香港抓到刘后，利用此系统逃脱。[6]

- 在电视连续剧中，间谍雪梨·布里斯托于第1季第19集“雪人”中使用该系统。

- 在游戏《2》中，雷蒙德·苏利文试图利用此系统逃离财富城，但不幸失败。

- 在遊戲Spooky關卡最後的任務裡有回收被困的陸戰隊人員。

- 在遊戲第六章突破重圍結束時，利用此系统將「墓碑」小隊登上運輸機，以趕快回到瓦爾基里號兩棲攻擊艦。

- 在007系列电影（Thunderball）中结尾时出现。

- 在游戏《PUBG》里作为地面刷新的可拾取装备，用于快速进入安全区。

- 在游戏《黑色行动冷战》古巴关卡，阿德勒小队在柏修斯逃跑以后，部属该系统撤离。